# رومانسية الغابة
رومانسية الغابة هي رواية رعب قوطي كتبتها آن رادكليف ونُشرت لأول مرة في عام 1791. وهي تجمع بين جو من الغموض والتشويق مع فحص التوتر بين المتعة والمنفعة. كانت الرواية أول نجاح كبير وشعبية لها ، حيث مرت بأربعة إصدارات في أول ثلاث سنوات. علاوة على ذلك ، "لقد أثبتت هذه الرواية أيضًا سمعتها كأول كاتبة من كُتّاب الرومانسية في عصرها. هناك اختلاف جوهري قليل في التوصيف ، أو الديكور القوطي ، أو مخطط الرسم لتمييز هذه الرواية عن أسلافها. فالجدارة العليا تكمن في الاستخدام الموسع والدقيق الذي يصنعه المؤلف من هذه العناصر حتى تتحقق الشخصيات بشكل جيد نسبيا ، يمزج الديكور القوطي مع حساسية القارئ بدلا من فرضه عليها ، والمؤامرة هي سلسلة معقدة وغالبا ما تكون درامية من الحوادث المتطابقة والمعيشة  معظم النقاد الذين أعطوا أي اهتمام للسيدة رادكليف كرائدة قرروا أنها مهمة بشكل أساسي لاستخدامها للطبيعة الفائقة ، ولتركيزها على المناظر الطبيعية.  من الواضح أن استخدامها للخارق والتركيز على المناظر الطبيعية يمكن رؤيته خلال هذه الرواية. يتصرف مع الطابع الرئيسي في الرواية ، Adeline. إنها "شخصية مثيرة للغاية ، تقوم بها الكاتبة من خلال سلسلة من المواقف المقلقة ، وتهرب من الشعر ، حيث نجحت في ابتكار فضول القارئ باستمرار في التشويق ، وفي الوقت نفسه للحفاظ على مشاعرهم. في حالة من التحريض الدائم. "